# 纳瓦洪
纳瓦洪，是西班牙拉里奥哈自治区的一个市镇。总面积16平方公里，总人口18人（2001年），人口密度1人/平方公里。